# Lepidochrysops jacksoni
Lepidochrysops jacksoni är en fjärilsart som beskrevs av Van Someren 1957. Lepidochrysops jacksoni ingår i släktet Lepidochrysops och familjen juvelvingar. Inga underarter finns listade i Catalogue of Life.